# Varangerbotn
Varangerbotn è un villaggio della Norvegia, situato nella municipalità di Nesseby, nella contea di Finnmark.
| Controllo di autorità | VIAF (EN) 129926554 |